# Вајтфилд (Пенсилванија)
Вајтфилд (енгл. Whitfield) насељено је место без административног статуса у америчкој савезној држави Пенсилванија.

## Демографија
По попису из 2010. године број становника је 4.733, што је 1.781 (60,3%) становника више него 2000. године.
| Група             | 2000.         | 2010.         |
| Белци             | 2.811 (95,2%) | 4.140 (87,5%) |
| Афроамериканци    | 15 (0,5%)     | 140 (3,0%)    |
| Азијати           | 60 (2,0%)     | 138 (2,9%)    |
| Хиспаноамериканци | 54 (1,8%)     | 278 (5,9%)    |
| Укупно            | 2.952         | 4.733         |